# Universo Homem-Aranha da Sony
O Universo Homem-Aranha da Sony, ou Sony's Spider-Man Universe (SSU), é uma franquia da mídia americana e um universo compartilhado, centrado em uma série de filmes de super-heróis produzidos pela Columbia Pictures em associação com a Marvel Comics e a Marvel Entertainment. Distribuídos pela Sony Pictures Releasing, os filmes são baseados em várias propriedades dos quadrinhos americanos publicados pela Marvel Comics que estão associados ao personagem Homem-Aranha, de Stan Lee e Steve Ditko. O Universo Homem-Aranha da Sony começou com o lançamento de Venom em outubro de 2018.
O trabalho em um universo expandido usando personagens de apoio dos filmes da franquia Homem-Aranha começou em dezembro de 2013. A Sony planejava usar a duologia The Amazing Spider-Man (2012-2014) para lançar vários filmes spin-offs focados nos vilões tradicionais do Homem-Aranha dos quadrinhos, incluindo filmes do Venom. Após o relativo fracasso crítico e financeiro de The Amazing Spider-Man 2, esses planos foram abandonados e, em fevereiro de 2015, a Sony anunciou um acordo para colaborar com a Marvel Studios em futuros filmes do Homem-Aranha e integrar o personagem ao Universo Cinematográfico Marvel (MCU). Esse relacionamento produziu os filmes Spider-Man: Homecoming (2017), Spider-Man: Far From Home (2019) e Spider-Man: No Way Home (2021), antes de ser renegociado para compartilhar o Homem-Aranha de Tom Holland entre o MCU e o Universo Homem-Aranha da Sony. Enquanto isso, Venom foi redesenhado como um filme fora da mitologia do Homem-Aranha e foi anunciado como o primeiro filme no universo compartilhado da Sony em maio de 2017, com seu lançamento sendo em outubro de 2018.
A Sony desenvolveu uma série de filmes como parte da franquia, com os filmes Venom: Let There Be Carnage, Morbius, Madame Web e Kraven the Hunter programados para lançamento. Além disso, o estúdio lançou o filme animado Spider-Man: Into the Spider-Verse em 2018, que introduziu a ideia de um multiverso conectando os diferentes universos. Na sequência de Into the Spider-Verse, Spider-Man: Across the Spider-Verse (2023), em uma cena, o vilão Mancha entra no Universo Homem-Aranha da Sony a partir de um buraco no tecido do espaço-tempo.
Em dezembro de 2024, a Sony cancelou todos os projetos futuros relacionados ao Universo Homem-Aranha da Sony, após o fracasso crítico e financeiro de Morbius, Madame Web e Kraven the Hunter.

## Histórico
Em janeiro de 2010, a Sony anunciou que a franquia de filmes Homem-Aranha seria reiniciada depois que o diretor Sam Raimi e o ator Tobey Maguire decidiram não continuar mais sua versão da franquia. Em março de 2012, a Sony ainda estava interessada em um filme derivado que eles estavam desenvolvendo, centrado no personagem Venom, procurando capitalizar o lançamento do primeiro filme reiniciado, The Amazing Spider-Man (2012). Em junho, os produtores Avi Arad e Matt Tolmach discutiram Venom e The Amazing Spider-Man em referência ao Universo Cinematográfico Marvel (MCU) e como as diferentes franquias estabelecidas naquele mundo cruzaram com The Avengers (2012), com Tolmach dizendo: "Espero que todos esses mundos vivam juntos em paz algum dia". Em dezembro de 2013, a Sony revelou planos de usar The Amazing Spider-Man 2: Rise of Electro (2014) para estabelecer seu próprio universo expandido com base nas propriedades da Marvel Comics às quais o estúdio tinha direitos cinematográficos, incluindo o personagem Venom. Arad e Tolmach produziriam os filmes como parte de um cérebro de franquia que também incluía Alex Kurtzman, Roberto Orci, Jeff Pinkner, Ed Solomon e Drew Goddard, e diretor da série The Amazing Spider-Man, Marc Webb, cujo próximo filme desse universo seria Sinister Six, baseada no grupo de vilões homônimo. No entanto, depois de The Amazing Spider-Man 2 ter um desempenho abaixo do esperado e com a Sony "sob tremenda pressão para realizar [que os faz dar uma olhada] em sua franquia mais importante", a direção do novo universo compartilhado foi repensada.
Após o ataque cibernético dos computadores da Sony Pictures, em novembro de 2014, foram enviados e-mails entre a co-presidente da Sony Pictures Entertainment, Amy Pascal e o presidente Doug Belgrad, afirmando que a Sony estava planejando "rejuvenescer" a franquia Homem-Aranha desenvolvendo um filme de comédia com Phil Lord e Chris Miller. Os executivos da Sony estavam prontos para discutir o projeto em uma discussão sobre vários filmes derivados de Homem-Aranha em uma cúpula em janeiro de 2015. Em fevereiro de 2015, a Sony e a Marvel Studios anunciaram uma nova parceria que produziria o próximo filme do Homem-Aranha para a Sony e integraria o personagem ao MCU. Sony ainda planejava produzir os filmes spin-off sem o envolvimento da Marvel Studios e da The Walt Disney Company, mas acredita-se que eles tenham sido "descartados" em novembro, com a Sony concentrando-se em sua nova reinicialização com a Marvel. Discutindo o filme de animação durante esse ano, o presidente da Sony Pictures, Tom Rothman, disse que "coexistiria" com os filmes do Homem-Aranha de ação live-action, embora a Sony tenha declarado que "existiria independentemente dos projetos da live-action do Universo do Homem-Aranha". O filme de animação, Spider-Man: Into the Spider-Verse (2018), é ambientado em um universo alternativo a partir da reinicialização do Homem-Aranha da Marvel, mas introduz o conceito baseado em quadrinhos do multiverso "Spider-Verse", no qual diferentes encarnações do Homem-Aranha pode ser reunido.

## Nomenclatura
A Sony anunciou oficialmente seu novo universo compartilhado baseado em várias propriedades da Marvel Comics associadas ao personagem Homem-Aranha em maio de 2017, com o título "Sony's Marvel Universe" (ou Universo Marvel da Sony, em português). Em agosto de 2018, ele já estava sendo referido internamente na empresa como Universo de Personagens da Marvel da Sony (Sony's Universe of Marvel Characters, em inglês ou pela sigla SUMC). Já em março de 2019, em uma apresentação da Sony Pictures Entertainment, a produtora se referiu à franquia como Universo de Personagens da Marvel da Sony Pictures (Sony Pictures Universe of Marvel Characters ou SPUMC), e posteriormente a Sony confirmou que este era o nome oficial para seu universo compartilhado.
O título foi amplamente criticado, com comentaristas zombando de seu comprimento, da sigla "SPUMC" e comparando-o negativamente com nomes de franquias mais curtos, como Universo Cinematográfico Marvel (MCU na sigla original) e Universo Estendido DC (DCEU na sigla original). Um dos editores do site de notícias io9 questionou em um artigo publicado porque o termo "Spider-Verse" (Aranhaverso) não estava sendo usado, e mais tarde o presidente da Columbia Pictures, Sanford Panitch, afirmou que a Sony não queria se referir ao seu universo compartilhado como "Spider-Verse", uma vez que a franquia englobava muitos personagens separados do Homem-Aranha.
No final de agosto de 2021 a Sony anuncia que a franquia passa a se chamar Universo Homem-Aranha da Sony (Sony's Spider-Man Universe ou SSU).

## Desenvolvimento

### Universo compartilhado da Sony
Venom foi revivido pela Sony março 2016, concebido como um filme autônomo sem relação da Sony e novos filmes da franquia Homem-Aranha, que iria lançar sua própria franquia e universo compartilhado. Em maio de 2017, a Sony confirmou que Venom não era considerado um spin-off de nenhum outro filme e começaria oficialmente o "Universo Marvel da Sony". Com seu novo universo, a Sony procurava desenvolver o conceito gradualmente, em vez de se apressar, como haviam tentado anteriormente com os spin-offs da duologia The Amazing Spider-Man. Em julho, o presidente da Columbia Pictures, Sanford Panitch explicou que eles estavam procurando "fazer o que é absolutamente melhor para cada propriedade individual. Eu só quero honrar o DNA original". Por causa disso, a Sony esperava que os cineastas dessem a cada filme seu estilo distinto, em vez de ter uma única pessoa encarregada do universo, como Kevin Feige, do MCU. O estúdio também queria evitar "filmes convencionais de histórias em quadrinhos", com a intenção de lidar com diferentes gêneros, como horror ou comédia, classificações potenciais de R e até orçamentos abaixo do normal, dependendo de cada projeto. Em março de 2018, o vice-presidente executivo da Sony, Palak Patel, estava supervisionando todos os filmes do universo para o estúdio.
Em julho de 2018, Vulture entrevistou vários criativos envolvidos no universo para tentar aliviar os medos de alguns fãs em relação aos planos da Sony. O escritor de Homecoming, Jonathan Goldstein, disse que o futuro do universo seria decidido pelo sucesso de Venom, e observou que outros estúdios lutaram para reproduzir o sucesso do MCU da Marvel Studios no passado. Brian Michael Bendis, criador de quadrinhos de muitos personagens da Marvel que a Sony planejava adicionar ao universo, consultou Into the Spider-Verse e estava ciente dos planos da Sony para o universo compartilhado em geral. Ele os descreveu como "muito legais, os fãs não ficariam irritados com o que estão fazendo". Ele acrescentou que filmes de MCU como Homem de Ferro (2008) e Guardiões da Galáxia (2014), nos quais ele também estava envolvido, foram considerados riscos devido à falta de familiaridade que o público em geral tinha com essas propriedades, mas ambos tiveram sucesso. Isso também pode acontecer com os personagens menos conhecidos do Homem-Aranha, se os filmes forem bem feitos. Em agosto, o universo compartilhado estava sendo referido como "Universo de Personagens da Marvel da Sony" internamente na Sony. A empresa confirmou os direitos de 900 personagens da Marvel Comics, e Panitch explicou que "o Homem-Aranha se conecta a muitos dos personagens. Existem vilões, heróis e anti-heróis, e muitos são personagens femininos, muitos dos quais são de boa-fé, totalmente dimensionado e totalmente único. Sentimos que não há razão para que os personagens da Marvel não sejam capazes de abraçar a diversidade. Quando perguntados se o Venom atuaria como o "fio comum" em todo o universo compartilhado, a Sony disse que esse não era necessariamente o caso, pois eles queriam que o Venom fosse autônomo. Eles disseram que Venom teria "pontos-chave de interseção" com outros filmes.
Após o lançamento bem-sucedido de Venom, Pascal disse que alguns dos "planos anteriormente arquivados" da Sony agora podem se concretizar, incluindo um crossover baseado no grupo de vilões Sexteto Sinistro. Em março de 2019, o presidente da Sony Pictures Entertainment, Tony Vinciquerra, disse que "os próximos sete ou oito anos" do universo compartilhado haviam sido planejados.

### Conexões com oUniverso Cinematográfico Marvel
Feige declarou em junho de 2017 que, como o Venom era apenas um projeto da Sony, a Marvel Studios não tinha planos de fazer o crossover com o MCU. No entanto, a produtora de Amy Pascal logo esclareceu que a Sony pretendia que seus novos filmes baseados na Marvel acontecessem no "mesmo mundo" de Spider-Man: Homecoming (2017), sendo o primeiro filme de Homem-Aranha ambientado no MCU, descrevendo-os como "adjuntos" para esse mundo. Ela disse que Venom teria conexões com o próximo filme planejado no Universo Marvel da Sony, Silver & Black, e que havia potencial para o Homem-Aranha de Tom Holland passar dos filmes MCU para os filmes Sony MU. Holland não foi contratado para aparecer fora de uma trilogia de filmes do Homem-Aranha e vários outros filmes do MCU, mas a Sony pretendia que o ator aparecesse em seus outros filmes da Marvel eventualmente. Segundo vários relatos, Holland passou vários dias durante a produção de Venom filmando uma participação especial como Peter Parker / Homem-Aranha no filme, mas a Marvel Studios pediu à Sony para excluir a cena final do final.
Em agosto de 2018, a Sony planejava ativamente cruzar o Homem-Aranha com seus próprios filmes da Marvel, descrevendo o personagem e Venom como "já no mesmo universo ... estamos ansiosos para que os dois se enfrentem no futuro". A Sony também estava aberta para que mais personagens aparecessem nos filmes da MCU, enquanto Brent Lang e Justin Kroll, da Variety, especularam que o estúdio gostaria que mais personagens da MCU fizessem participações especiais em seus filmes. Em dezembro, o escritor do Venom, Jeff Pinkner, foi perguntado se esse filme foi ambientado no mesmo universo que os filmes do Homem-Aranha de Holland e ele disse: "sem revelar nada que não me seja permitido revelar, não é impossível que em um futuro / próximo filme do Venom, o Homem-Aranha desempenhará um papel significativo". Pascal acrescentou, em referência às chances de um cruzamento entre os filmes do Homem-Aranha do MCU, os filmes do universo compartilhado da própria Sony e os filmes animados do Spider-Verse da Sony, que "existe um mundo em que tudo acontece", mas Holland foi restringido por seu contrato com a Marvel Studios na época.
Em agosto de 2019, a Marvel Studios e a Disney passaram vários meses discutindo a expansão de seu acordo com a Sony, com a última procurando incluir mais filmes do que os inicialmente acordados, mantendo os mesmos termos do contrato original. A Disney expressou preocupação com a carga de trabalho de Kevin Feige que já produzia filmes de MCU que não são do Homem-Aranha e pediu uma participação de 25% a 50% em qualquer filme futuro que Feige produza para a Sony. Incapaz de chegar a um acordo, a Sony anunciou que iria avançar no próximo filme do Homem-Aranha sem Feige ou Marvel. Eles reconheceram que isso poderia mudar no futuro, agradeceram a Feige por seu trabalho em Homecoming e Spider-Man: Far From Home (2019), e afirmaram que apreciavam "o caminho que [Feige] nos ajudou a seguir, e continuaremos". O Hollywood Reporter acrescentou que o fim do acordo dos estúdios "quase certamente" significava que o Homem-Aranha de Holland não apareceria mais nos filmes do MCU, mas "aumentava significativamente" as chances de o personagem cruzar com o resto da Sony. filmes da Marvel como a franquia Venom e Morbius (2021). Em setembro, Vinciquerra afirmou que "no momento a porta está fechada" no retorno do Homem-Aranha ao MCU, e confirmou que o personagem seria integrado ao universo compartilhado da Sony, dizendo "ele interpretará os outros personagens". que o estúdio possui os direitos. Em resposta à reação dos fãs após o anúncio, Vinciquerra acrescentou que "o pessoal da Marvel é uma pessoa fantástica, temos um grande respeito por eles, mas, por outro lado, temos algumas pessoas ótimas da nossa parte. Kevin não fez todo o possível "trabalho ... somos bastante capazes de fazer o que temos que fazer aqui".
Após uma reação negativa dos fãs na convenção bienal da Disney D23, e por insistência de Holland, que conversou pessoalmente com o CEO da Disney, Bob Iger e Rothman, a Disney voltou às negociações com a Sony. Mais tarde, em setembro, Sony e Disney anunciaram um novo acordo que permitiria à Marvel Studios e Feige produzir outro filme do Homem-Aranha para a Sony, mantendo o personagem no Universo Cinematográfico Marvel. Foi relatado que a Disney cofinanciava 25% do filme em troca de 25% dos lucros do filme, mantendo os direitos de merchandising do personagem. O acordo também permitiu que o Homem-Aranha da Holland aparecesse em um futuro filme da Marvel Studios, enquanto Feige afirmou que o avanço do Homem-Aranha do MCU seria capaz de "atravessar universos cinematográficos" e também aparecer no próprio universo compartilhado da Sony. Dizia-se que essa interação era "um 'telefonema e resposta' entre as duas franquias, pois elas reconheciam detalhes entre as duas no que seria descrito vagamente como um universo detalhado compartilhado". A Sony descreveu seus filmes anteriores com a Marvel Studios como uma "grande colaboração" e disse que "nosso desejo mútuo de continuar era igual ao de muitos fãs".

## Filmes

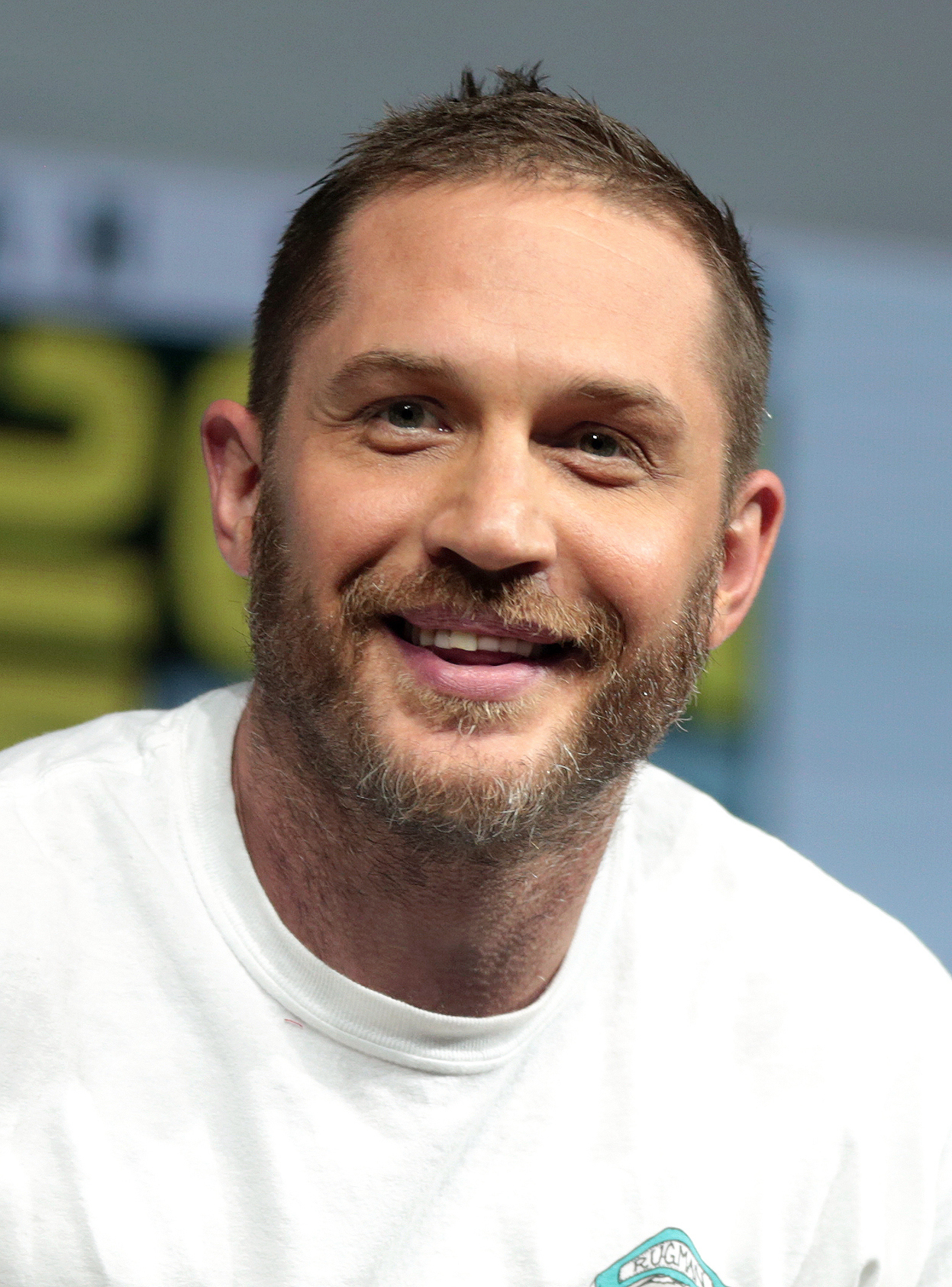
Tom Hardy é Eddie Brock / Venom no Universo Marvel da Sony

| Filme                       | Data de lançamento | Diretor(es)     | Roteirista(s)                                | Produtor(es)                                                                             |
| --------------------------- | --- | --------------- | -------------------------------------------- | ---------------------------------------------------------------------------------------- |
| Venom                       | 5 de outubro de 2018 | Ruben Fleischer | Jeff Pinkner, Scott Rosenberg e Kelly Marcel | Avi Arad, Matt Tolmach e Amy Pascal                                                      |
| Venom                       | Enredo: Após ser demitido por confrontar Carlton Drake de vários crimes cometidos na Life Foundation, Eddie Brock é demitido do Globo Diário. Ele invade a Life Foundation e acaba se unindo a um simbionte chamado Venom. Enquanto isso, Drake se une a um outro simbionte chamado Riot, e os dois planejam fazer uma invasão de simbiontes na Terra. |                 |                                              |                                                                                          |
| Venom: Let There Be Carnage | 1 de outubro de 2021 | Andy Serkis     | Kelly Marcel                                 | Avi Arad, Matt Tolmach, Amy Pascal, Kelly Marcel, Tom Hardy e Hutch Parker               |
| Venom: Let There Be Carnage | Enredo: Um ano depois do primeiro filme, Eddie está investigando sobre o serial killer Cletus Kasady, que se une a um simbionte herdeiro de Venom chamado Carnificina. No final do filme, o chefe de polícia Patrick Mulligan é morto pelo herdeiro de Carnificina chamado Toxina. Na cena pós-créditos, Eddie e Venom estão no México, quando são levados ao MCU devido ao feitiço fracassado do Doutor Estranho, eles veem uma notícia do Clarim Diário sobre o Homem-Aranha. |                 |                                              |                                                                                          |
| Morbius                     | 1 de abril de 2022 | Daniel Espinosa | Matt Sazama e Burk Sharpless                 | Avi Arad, Matt Tolmach e Lucas Foster                                                    |
| Morbius                     | Enredo: Dr. Michael Morbius está em busca de uma cura para sua doença sanguínea rara, ele busca a cura através do vampirismo. |                 |                                              |                                                                                          |
| Madame Web                  | 14 de fevereiro de 2024 | S. J. Clarkson  | Matt Sazama e Burk Sharpless                 | Lorenzo di Bonaventura, Erik Howsam e Palak Patel                                        |
| Madame Web                  | Enredo: Cassandra Webb ganha poderes de ver o futuro, ela então precisa impedir que pessoas morram enquanto Mary Parker está grávida de Peter Parker. Em uma visão do futuro, Madame Teia vê que suas amigas se tornam Mulheres-Aranhas. |                 |                                              |                                                                                          |
| Venom: The Last Dance       | 25 de outubro de 2024 | Kelly Marcel    | Art Marcum, Matt Holloway e Richard Wenk     | Avi Arad, Matt Tolmach e Amy Pascal                                                      |
| Venom: The Last Dance       | Enredo: Ao voltar do MCU, Eddie Brock e Venom descobrem que estão sendo caçados pelo governo americano pelo assassinato de Patrick Mulligan, morto pelo simbionte do Toxina. Enquanto isso, Knull, o Deus dos Simbiontes está os caçando em busca do Códex. |                 |                                              |                                                                                          |
| Kraven the Hunter           | 13 de dezembro de 2024 | J.C. Chandor    | Art Marcum, Matt Holloway e Richard Wenk     | Avi Arad, Matt Tolmach, Amy Pascal, Hutch Parker, Jonathan Cavendish e Angus More Gordon |
| Kraven the Hunter           | Enredo: O filme explora o relacionamento de Sergei Kravinoff / Kraven, o Caçador com seu pai e seu caminho para se tornar o maior caçador do mundo. |                 |                                              |                                                                                          |

### Venom(2018)
Após um escândalo, o jornalista Eddie Brock tenta reviver sua carreira investigando a Life Foundation, mas entra em contato com um simbionte alienígena que se une a Brock, dando-lhe superpoderes desde que compartilhem o mesmo corpo.
O filme de Venom foi discutido pela Sony em março de 2016 como o início do novo universo compartilhado. Um ano depois, Scott Rosenberg e Jeff Pinkner estavam escrevendo o roteiro. Em maio de 2017, a Sony anunciou que Tom Hardy atuaria como Eddie Brock / Venom, e seria dirigido por Ruben Fleischer. Kelly Marcel mais tarde ingressou como escritor adicional. As filmagens ocorreram de outubro de 2017 a janeiro de 2018, em Atlanta, Nova York e São Francisco. O filme foi lançado nos Estados Unidos em 5 de outubro de 2018.
Os produtores queriam se concentrar em contar uma história independente com Venom, ao invés de introduzir oportunidades de crossover para filmes futuros. No entanto, o filme inclui uma cena pós-créditos com um clipe de Spider-Man: Into the Spider-Verse (2018), que revela que Venom faz parte do Aranhaverso. Isso foi adicionado porque a Sony e os produtores de Venom estavam empolgados com a possibilidade de cruzamentos entre a ação ao vivo e os filmes de animação depois de ver a qualidade de Into the Spider-Verse.

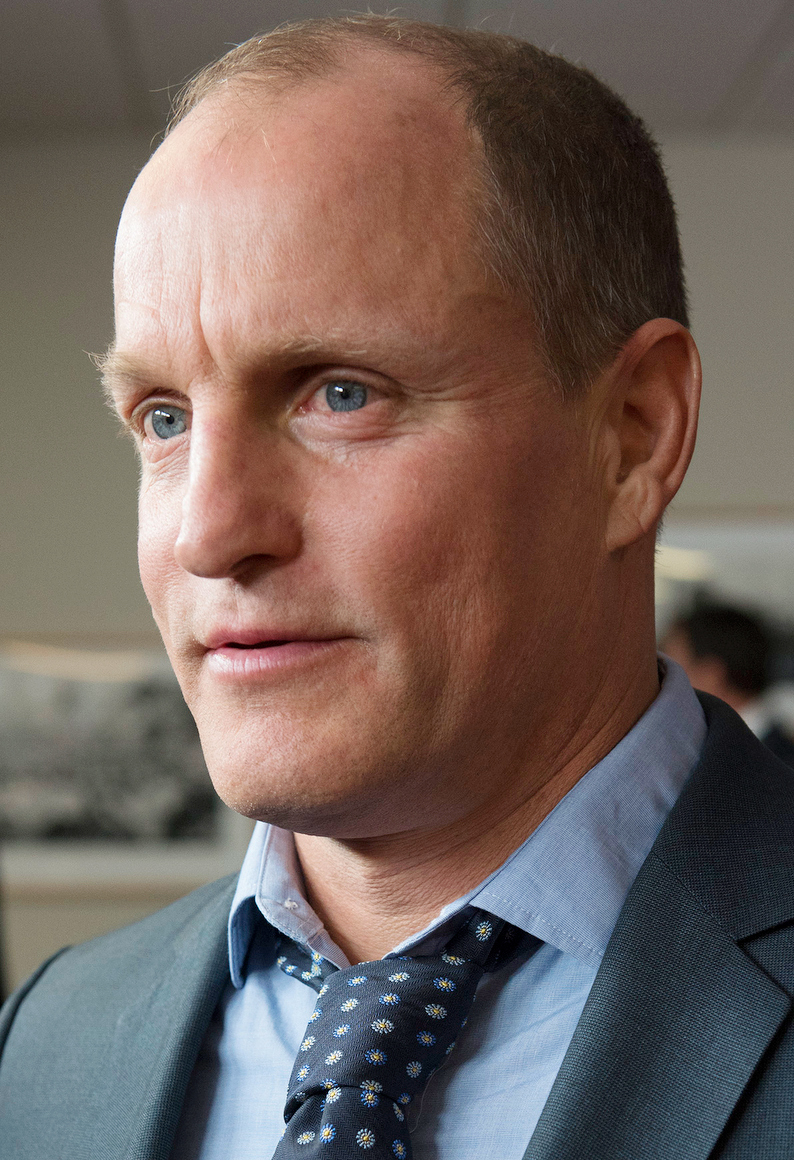
Woody Harrelson é Cletus Kasady / Carnificina no Universo Marvel da Sony

### Venom: Let There Be Carnage(2021)
Eddie Brock continua a reconstruir sua carreira entrevistando o Serial Killer Cletus Kasady, que se torna o anfitrião do simbionte Carnificina e escapa da prisão após uma execução fracassada.
Woody Harrelson apareceu como Cletus Kasady na cena pós créditos de Venom (2018), com a intenção de estrelar uma sequência em potencial como Carnificina, que foi confirmada em janeiro de 2019 quando Kelly Marcel foi contratada para escrever a sequência. Hardy também foi confirmado para retornar, mas Fleischer não devido a compromissos com Zombieland: Double Tap (2019); Andy Serkis foi contratado como diretor em agosto de 2019. As filmagens começaram em 15 de novembro de 2019 na Inglaterra. Venom: Let There Be Carnage lançado em 1 de outubro de 2021.
Serkis disse que Venom: Let There Be Carnage foi ambientado em seu próprio universo, com seus personagens desconhecendo outros heróis como o Homem-Aranha, embora o filme tenha algumas referências ao Universo Marvel mais amplo. Estes incluem o jornal Clarim Diário, que tem o mesmo tratamento de título no filme como fez na série de filmes Homem-Aranha de Sam Raimi. A cena pós créditos transporta Brock e Venom para o Universo Cinematográfico Marvel devido ao feitiço lançado pelo Doutor Estranho em Spider-Man: No Way Home (2021) ele vê na televisão imagens de Tom Holland como Peter Parker / Homem-Aranha sendo acusado por J. K. Simmons como J. Jonah Jameson do MCU pelo assasinato de Quentin Beck / Mysterio são mostradas na cena, mas ele logo retornar para seu universo mas antes deixa uma gota do simbionte Venom no MCU.

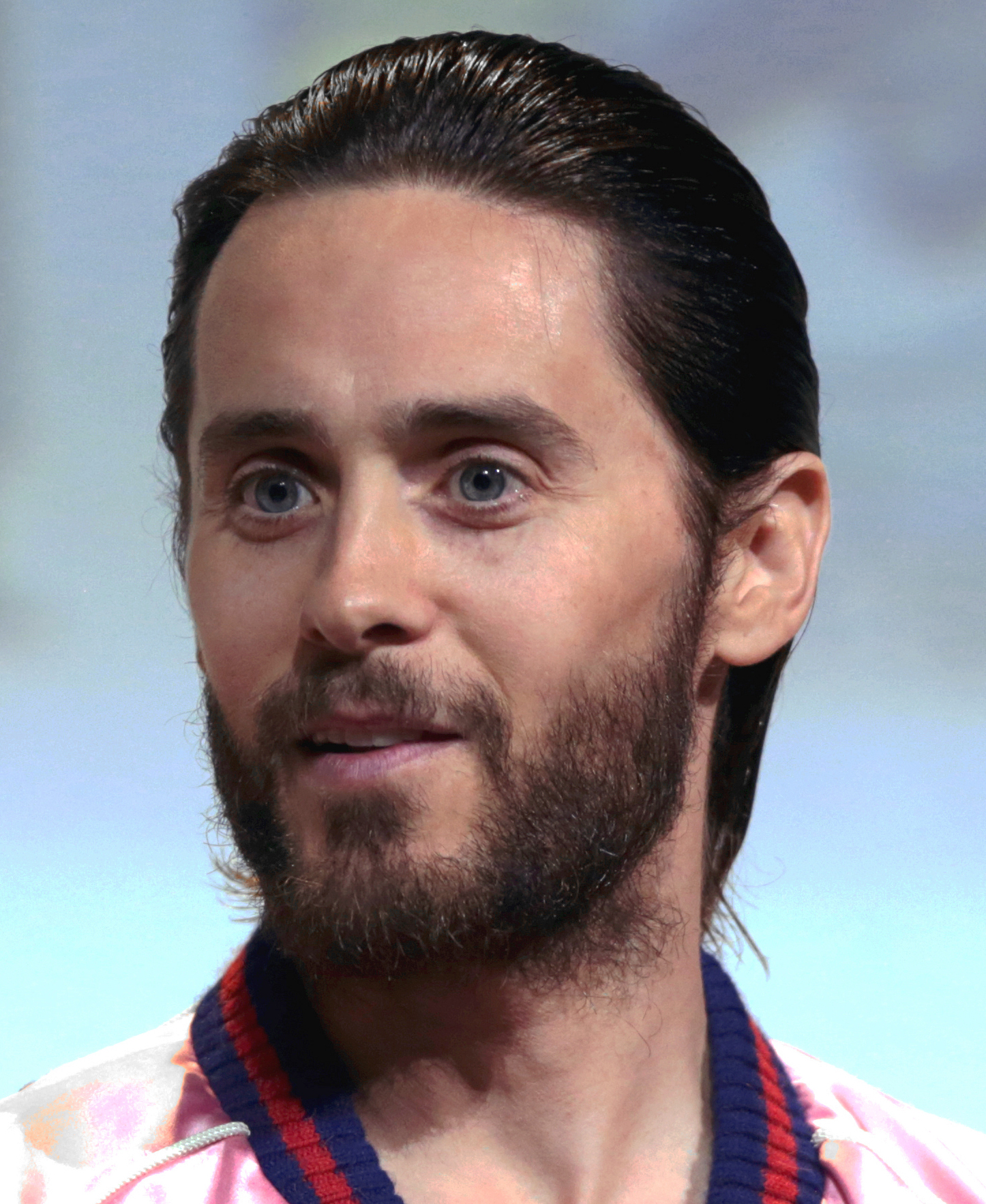
Jared Leto é Morbius no Universo Marvel da Sony

### Morbius(2022)
Sofrendo de uma doença sanguínea rara, Dr. Michael Morbius tenta uma cura perigosa que o aflige com uma forma de vampirismo.
Seguindo um "processo de desenvolvimento secreto" na Sony escreveram um roteiro para um filme baseado em Morbius, o Vampiro Vivo. Em junho de 2018, Jared Leto foi escalado para estrelar como o personagem-título e produtor o longa, com Daniel Espinosa dirigindo o filme. As filmagens começaram no final de fevereiro de 2019, em Londres, e foi confirmada a conclusão em junho. Morbius foi lançado em 1 de abril de 2022.
As cenas pós créditos de Morbius mostram Michael Keaton reprisando seu papel como Adrian Toomes / Abutre de Spider-Man: Homecoming (2017), com o personagem sendo transportado do MCU para o SSU devido a um feitiço lançado pelo Doutor Estranho em Spider-Man: No Way Home (2021). Apesar dessas conexões o filme se passa dentro do mesmo universo de Venom (2018) e Venom: Let There Be Carnage (2021), os produtores pretendiam contar uma história de origem independente para Morbius como fizeram com Venom.

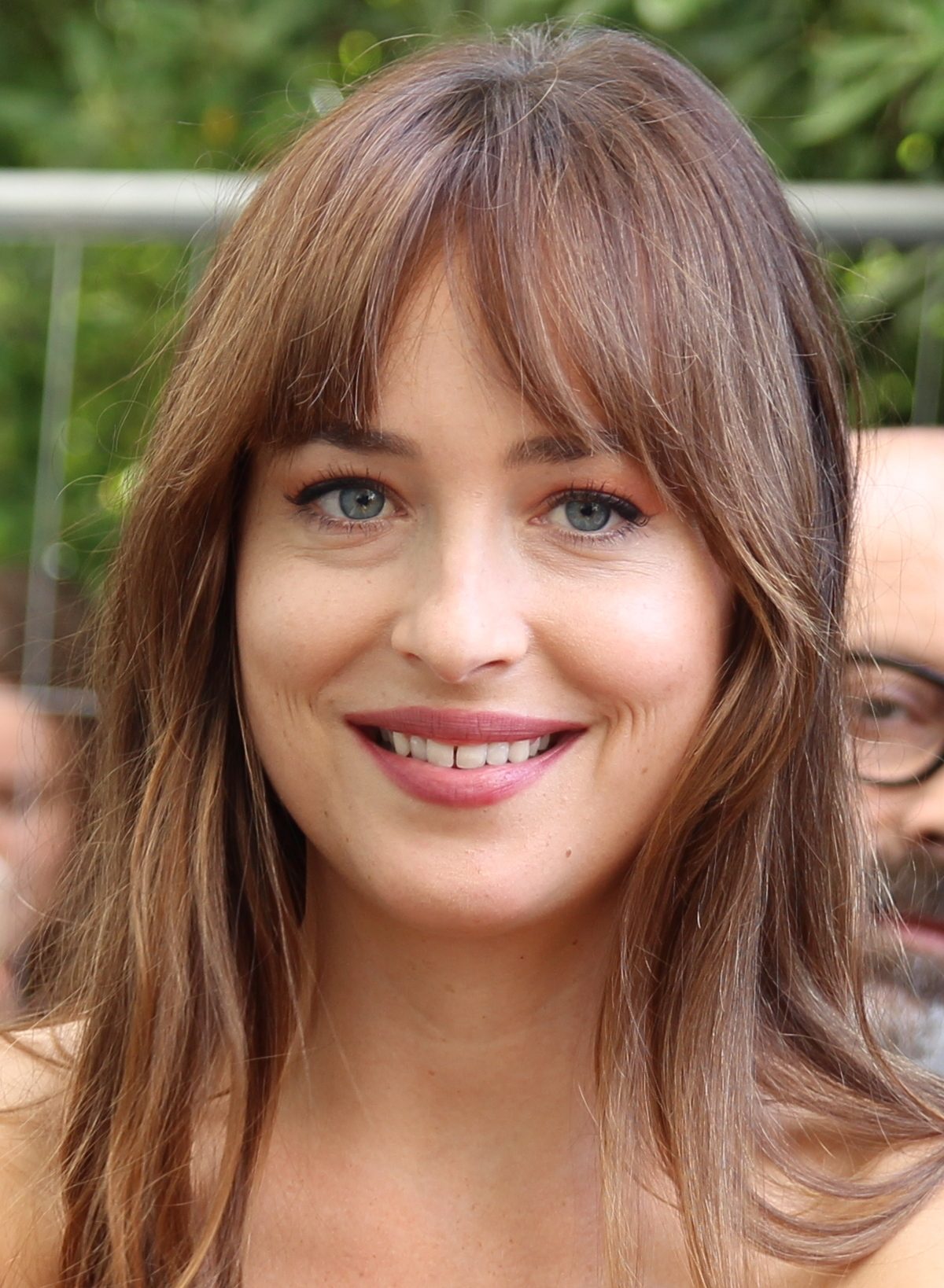
Dakota Johnson é Madame Teia no Universo Marvel da Sony

### Madame Web(2024)
Após seu trabalho em Morbius (2022), a Sony contratou Matt Sazama e Burk Sharpless em setembro de 2019 para escrever um roteiro centrado na personagem Madame Teia. Em maio de 2020, S. J. Clarkson foi contratada para dirigir o primeiro filme da Marvel centrado na mulher da Sony, que foi relatado como o filme Madame Web O estúdio estava procurando por uma atriz proeminente como Charlize Theron ou Amy Adams no projeto, antes de contratar um novo escritor para criar o filme com uma atriz em mente. Em fevereiro de 2022, Dakota Johnson foi confirmada para estrelar o filme como a personagem homônima, em Março de 2022 a atriz Sydney Sweeney foi confirmada para ser Julia Carpenter / Araña, Madame Web estreou em 14 de fevereiro de 2024.

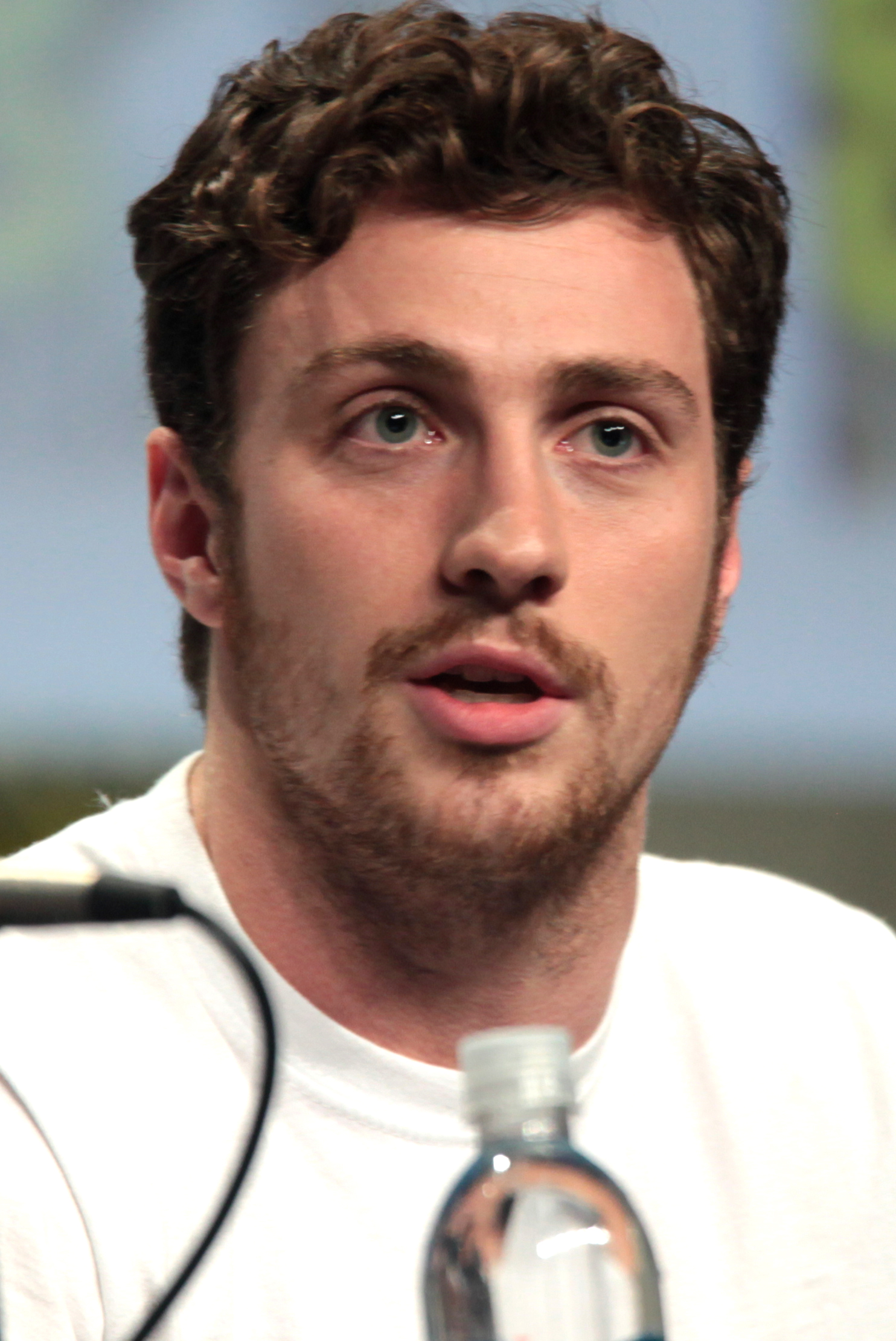
Aaron Taylor-Johnson é Kraven no Universo Marvel da Sony

### Venom: The Last Dance(2024)
Em agosto de 2018, Hardy confirmou que havia assinado contrato para estrelar três filmes do Venom. Andy Serkis expressou interesse em voltar a dirigir outro filme do Venom em setembro de 2021, e em dezembro, Pascal disse que eles estavam nos "estágios de planejamento" de Venom: The Last Dance. A Sony confirmou que o filme estava em desenvolvimento no CinemaCon em abril de 2022. Stephen Graham deve retornar como 'Patrick Mulligan mas dessa vez assumindo seu alter-ego o vilão e simbionte Toxina. O longa está confirmado para 08 de novembro de 2024.

### Kraven the Hunter(2024)
Richard Wenk foi contratado para escrever um roteiro baseado no vilão Kraven, O Caçador em agosto de 2018. Art Marcum e Matt Holloway reescreveram o roteiro em agosto de 2020, e J. C. Chandor entrou em negociações para dirigir; ele foi confirmado em maio de 2021, quando Aaron Taylor-Johnson foi escalado para o personagem homônimo, graças a sua performance no filme Bullet Train (2022), outros atores que estavam cotados para o papel foram Keanu Reeves, John David Washington, Brad Pitt e Adam Driver, o papel de Camaleão que é o vilão do filme e meio-irmão de Kraven, foi oferecido a Kodi Smit-McPhee mas recusou devido a um conflito de agenda. As filmagens começou em 20 de março de 2022, em Londres, Inglaterra, com Ben Davis atuando como diretor de fotografia. Os atores Levi Miller, Russell Crowe, Ariana DeBose, Alessandro Nivola e Christopher Abbott se juntaram ao elenco em abril, Kraven The Hunter estreou nos cinemas em 12 de dezembro de 2024.

## Filmes Cancelados
Em dezembro de 2024, a Sony Pictures confirmou que havia cancelado todos os futuros projetos envolvendo o Universo Homem-Aranha da Sony, após o fracasso crítico e financeiro de Morbius, Madame Web e Kraven the Hunter.

### El Muerto
Depois que os executivos da Sony ficaram impressionados com a atuação do cantor Bad Bunny em seu recente filme Bullet Train (2022), eles se interessaram em tê-lo estrelando outro filme de alto nível. Eles se estabeleceram no personagem menor relacionado ao Homem-Aranha, El Muerto, um lutador que tem força sobre-humana, e procurou avançar rapidamente no projeto. Bad Bunny fez uma “aparição surpresa” no painel CinemaCon da Sony em abril de 2022 para anunciar o filme. El Muerto estava programado para ser lançado em 12 de janeiro de 2024, porém foi removido do calendário de lançamentos da Sony. Meses antes, Bad Bunny dá a entender em entrevista que está fora do projeto, sendo confirmado por seu assessor sobre a saída do músico logo em seguida.

### Spider-Woman
Em agosto de 2020, Olivia Wilde assinou contrato para desenvolver e dirigir um filme da Marvel centrado em mulheres para a Sony com sua parceira de roteiro Katie Silberman. O projeto é uma alta prioridade no estúdio desde o início de 2020, e deve apresentar a personagem Mulher-Aranha dentro do SSU, o roteiro segue em total sigilo dentro da Sony, mas rumores apontam que o filme irá girar em torno de Jessica Drew desenvolvendo seus poderes de aranha quando criança devido a um soro criado por seu pai, ela seria capturada por uma organização criminosa que a usaria como arma ela conseguiria escapar e viver uma vida pacífica mas seria encontrada, Em Março de 2022 foi noticiado que a Sony estaria interessada na atriz Cubana Ana de Armas pro papel de Jessica Drew / Mulher-Aranha e Rebecca Ferguson para o papel da vilã principal do filme.

### Silver & Black
A Sony cancelou o planejamento do filme de Silver & Black em agosto de 2018 com a intenção de retrabalhá-lo como dois filmes individuais separados, focados em cada um dos personagens-título - Felícia Hardy / Gata Negra e Sabre de Prata. A diretora de Silver & Black, Gina Prince-Bythewood, deveria permanecer envolvida como produtora. Em janeiro de 2020, acreditava-se que o projeto estivesse em desenvolvimento como uma série de televisão, que Prince-Bythewood confirmou em abril de 2020.

### Séries de televisão canceladas

#### Silk
No final de junho de 2018, a Sony e Amy Pascal começaram o desenvolvimento de um filme centrado na personagem Cindy Moon / Silk interpretada por Tiffany Espensen no Universo Cinematográfico Marvel, que seria diferente da versão que aparece no filme animado da Sony baseado na Mulher-Aranha. No final de 2019, Silk foi identificada como um boa candidata para ganhar uma série de televisão, e o desenvolvimento da versão da série começou com Amy Pascal permanecendo como produtora mas diferente do planejamento inicial de se passar dentro do MCU isso foi alterado para a série se passar dentro do SSU com possíveis encontros com o Venom. Lauren Moon desenvolveu e escreveu a série, como produtora executiva ao lado do showrunner Tom Spezialy.

### Outros filmes

#### Nightwatch
Em setembro de 2017, a Sony estava desenvolvendo ativamente um filme baseado no personagem Nightwatch, com um roteiro de Edward Ricourt. A Sony queria que Spike Lee dirigisse o filme, e confirmou-se que ele estava interessado no projeto em março de 2018, com Cheo Hodari Coker reescrevendo o roteiro. No entanto, Lee não estava mais envolvido em outubro.

#### Sinister Six
os planos da Sony de dezembro de 2013 para o seu próprio universo compartilhado ambientado no universo dos filmes de The Amazing Spider-Man, incluíam um filme baseado no grupo de vilões Sexteto Sinistro do Homem-Aranha, com Drew Goddard anexado para escrever e potencialmente direto. Goddard confirmou a direção do filme em abril de 2014. Acredita-se que o filme tenha sido cancelado em novembro de 2015, quando a Sony estava se concentrando em sua nova reinicialização com a Marvel, mas Pascal disse que o filme era "alive" novamente em dezembro de 2018, após o sucesso de Venom, e ela estava esperando Goddard estar pronto para dirigi-lo antes de prosseguir com o projeto. O filme seria uma continuação dos acontecimentos de The Amazing Spider-Man 2, tinha a data de lançamento prevista para 2016. Além de ser um cliffhanger para o filme cancelado The Amazing Spider-Man 3.

#### Projeto sem título Roberto Orci
Em março de 2020, a Sony contratou o co-roteirista de The Amazing Spider-Man 2, Roberto Orci, para escrever o roteiro de um filme da Marvel sem título, que seria ambientado no Universo Marvel da Sony. Reportando sobre esta notícia, o TheWrap declarou inicialmente que o projeto deveria ser afiliado ao Homem-Aranha como outros filmes da Marvel da Sony, como Venom, mas o relatório foi atualizado em breve para dizer que seria baseado em uma propriedade de "um canto diferente do o universo Marvel ao qual a Sony tem acesso".

#### Outros projetos
até o final de junho de 2018, a Sony e Amy Pascal começaram o desenvolvimento de um filme com o personagem Silk, a Sony também está considerando filmes centrados nos personagens Jackpot e Mysterio, com Jake Gyllenhaal no último papel de Far From Home (2019). A Sony estava procurando ativamente escritores para os filmes de Silk e Jackpot em agosto de 2018. Em dezembro de 2018, foi sugerido que um filme derivado dos filmes MCU Spider-Man ou dos filmes animados Spider-Verse, estrelados por Tia May, do Homem-Aranha, pudesse ser feito, uma noção que a Sony anteriormente chamava de "boba".

## Elenco e personagens recorrentes
|                               | Filmes            | Filmes                      | Filmes          | Filmes           | Filmes                | Filmes               |
| Personagem                    | Venom             | Venom: Let There Be Carnage | Morbius         | Madame Web       | Venom: The Last Dance | Kraven the Hunter    |
| ----------------------------- | ----------------- | --------------------------- | --------------- | ---------------- | --------------------- | -------------------- |
| Eddie Brock Venom             | Tom Hardy         | Tom Hardy                   |                 |                  | Tom Hardy             |                      |
| Dr. Michael Morbius           |                   |                             | Jared Leto      |                  |                       |                      |
| Cassandra Webb Madame Teia    |                   |                             |                 | Dakota Johnson   |                       |                      |
| Sergei Kravinoff Kraven       |                   |                             |                 |                  |                       | Aaron Taylor-Johnson |
| Carlton Drake Riot            | Riz Ahmed         |                             |                 |                  |                       |                      |
| Cletus Kasady Carnificina     |                   | Woody Harrelson             |                 |                  |                       |                      |
| Knull                         |                   |                             |                 |                  | Andy Serkis           |                      |
| Anne Weying She-Venom         | Michelle Williams | Michelle Williams           |                 |                  |                       |                      |
| Patrick Mulligan Toxina       |                   | Stephen Graham              |                 |                  | Stephen Graham        |                      |
| Lucien Milo                   |                   |                             | Matt Smith      |                  |                       |                      |
| Adrian Toomes Abutre          |                   |                             | Michael Keaton  |                  |                       |                      |
| Aleksei Sytsevich Rino        |                   |                             |                 |                  |                       | Alessandro Nivola    |
| Julia Carpenter Mulher-Aranha |                   |                             |                 | Sydney Sweeney   |                       |                      |
| Mattie Franklin Mulher-Aranha |                   |                             |                 | Celeste O'Connor |                       |                      |
| Anya Corazon Araña            |                   |                             |                 | Isabela Merced   |                       |                      |
| Ezekiel Sims                  |                   |                             |                 | Tahar Rahim      |                       |                      |
| Mary Parker                   |                   |                             |                 | Emma Roberts     |                       |                      |
| Ben Parker                    |                   |                             |                 | Adam Scott       |                       |                      |
| Peter Parker Homem-Aranha     |                   | Tom Holland                 | Aparição rápida | Aparição rápida  |                       |                      |

### Eddie Brock / Venom
Eddie Brock é um repórter estadunidense que mora em São Francisco, Califórnia. Ele é demitido de seu emprego após tentar desmascarar a Fundação Vida de Carlton Drake, consequentemente, sua esposa, Anne Weying, o deixa. Ele acaba invadindo a Fundação Vida para investigar ainda mais sobre, e acaba sendo fundido com o alienígena Venom. Carlton Drake também possui um simbionte ligado a ele, sendo Riot, Venom luta contra Riot, Carlton Drake / Riot morre no final. Depois, Eddie Brock / Venom lutam contra Cletus Kasady / Carnificina, em Venom: Let There Be Carnage. Eles então decidem passar suas férias no México após tudo isso, enquanto Venom explica sobre a mente de colméia que os simbiontes compartilham pelo Multiverso, e por causa de um feitiço fracassado do Doutor Estranho que pretendia fazer com que todos esquecessem que o Peter Parker é o Homem-Aranha, eles acabam sendo levados do Universo Homem-Aranha da Sony ao Universo Cinematográfico Marvel, após Strange fazer um novo feitiço, eles voltam ao seu universo. Eles então descobrem que estão sendo caçados pelo governo pelo assassinato de Patrick Mulligan, que havia sido morto pelo simbionte do Toxina (filho do Carnificina e neto do Venom) no filme anterior, o chefe de polícia de São Francisco, e precisam lutar contra capangas de Knull, o Deus dos Simbiontes, em uma tentativa de salvar Eddie, Venom se sacrifica e acaba morrendo. Na cena pós-créditos de Venom: The Last Dance, é nos mostrado que Venom está possivelmente vivo.

### Dr. Michael Morbius
Dr. Michael Morbius é um bioquímico que se tornou um vampíro após procurar uma cura a partir do vampirismo para a sua rara doença sanguínea.

## Dublagem

### Estúdios de dublagem
Venom, Let There Be Carnage, Morbius, Madame Web, The Last Dance e Kraven the Hunter foram dublados pelo estúdio de dublagem Delart.

### Dubladores
Nota: para evitar repetição, caso o mesmo dublador repita seu papel em outro filme, apenas seu nome aparecerá.
Nota 2: caso o mesmo dublador de outro personagem apareça em outro filme e com outro papel, seu nome e o seu papel aparecerão.
| Filme                       | Estúdio(s) de dublagem | Diretor(es) de dublagem | Dubladores |
| --------------------------- | ---------------------- | ----------------------- | --- |
| Venom                       | Delart                 | Manolo Rey              | Guilherme Briggs - Eddie Brock / Venom Adriana Torres - Anne Weying / She-Venom, Fernando Lopes - Carlton Drake / Riot, Cláudia Ricart - Sra. Chen |
| Venom: Let There Be Carnage | Delart                 | Manolo Rey              | Guilherme Briggs Hércules Franco - Cletus Kasady / Carnificina, Izabel Lira - Frances Barrison / Shriek, Sérgio Moreno - Patrick Mulligan, Adriana Torres, Cláudia Ricart |
| Morbius                     | Delart                 | Manolo Rey              | Clécio Souto - Michael Morbius Teline Carvalho - Martine Bancroft, Thadeu Matos - Lucien / Milo, Garcia Júnior - Adrian Toomes / Abutre |
| Madame Web                  | Delart                 | Rodrigo Oliveira        | Gabriela Medeiros - Cassandra Webb / Madame Teia Bruna Laynes - Julia Carpenter / Mulher-Aranha, Isabella Simi - Mattie Franklin / Garota-Aranha, Pamella Rodrigues - Anya Corazon / Araña, Clécio Souto - Ezekiel Sims, Raphael Rossatto - Ben Parker, Evie Saide - Mary Parker |
| Venom: The Last Dance       | Delart                 | Bruna Laynes            | Guilherme Briggs Duda Ribeiro - Rex Strickland, Teline Carvalho - Teddy Paine, Sérgio Moreno - Patrick Mulligan / Toxina, Eduardo Borgerth - Martin Moon, Garcia Júnior - Knull, Ana Paula Martins - Sadie Christmas / Lasher, Cláudia Ricart                                    |
| Kraven the Hunter           | Delart                 | Rodrigo Oliveira        | Felipe Drummond - Sergei Kravinoff / Kraven, o Caçador Pablo Argôllo - Dmitri Smerdyakov / Camaleão, Isabele Riccart - Calypso Ezili, Nando Sierpe - Aleksei Sytsevich / Rhino                                                                                                   |

## Recepção

### Desempenho de bilheteria
| Filme                       | Data de lançamento      | Arrecadação  | Arrecadação    | Arrecadação    | Ranking geral | Ranking geral | Orçamento       | Ref.    |
| Filme                       | Data de lançamento      | Domésticos   | International  | Mundial        | Domésticos    | Mundial       | Orçamento       | Ref.    |
| --------------------------- | ----------------------- | ------------ | -------------- | -------------- | ------------- | ------------- | --------------- | ------- |
| Venom                       | 05 de outubro de 2018   | $213,515,506 | $642,569,645   | $856,085,151   | 192           | 76            | US$ 100 milhões | [ 110 ] |
| Venom: Tempo de Carnificina | 10 de outubro de 2021   | $213,550,366 | $293,313,226   | $506,863,592   | 191           | 222           | US$ 110 milhões | [ 111 ] |
| Morbius                     | 01 de abril de 2022     | $73,865,530  | $90,000,000    | $163,865,530   | 1898          | 1652          | US$ 75 milhões  | [ 112 ] |
| Madame Web                  | 14 de fevereiro de 2024 | $43,817,106  | $56,481,711    | $100,298,817   | 286           | 4013          | US$ 80 milhões  | [ 113 ] |
| Venom: A Última Rodada      | 25 de outubro de 2024   | $139,755,882 | $334,737,054   | $474,492,936   | 274           | 4131          | US$ 110 milhões | [ 114 ] |
| Total                       | Total                   | $500.931.402 | $1.025.882.871 | $1.526.814.637 | 78            | 55            | $285 million    | [ 115 ] |

### Resposta crítica
| Filme                       | Rotten Tomatoes      | Metacritic         | CinemaScore | PostTrak |
| --------------------------- | -------------------- | ------------------ | ----------- | -------- |
| Venom                       | 30% (362 avaliações) | 35 (46 avaliações) | B+          | 80%      |
| Venom: Tempo de Carnificina | 58% (271 avaliações) | 49 (48 avaliações) | B+          | 76%      |
| Morbius                     | 16% (268 avaliações) | 35 (55 avaliações) | C+          | 62%      |

## Música

### Trilha Sonoras
| Título                                                           | Lançamento              | Duração | Compositor(es)                                             | Gravadora      |
| ---------------------------------------------------------------- | ----------------------- | ------- | ---------------------------------------------------------- | -------------- |
| Venom (Original Motion Picture Soundtrack)                       | 5 de outubro de 2018    | 55:22   | Ludwig Göransson                                           | Sony Classical |
| Venom: Let There Be Carnage (Original Motion Picture Soundtrack) | 1 de outubro de 2021    | 1:07:47 | Marco Beltrami                                             | Sony Classical |
| Morbius (Original Motion Picture Soundtrack)                     | 8 de abril de 2022      | 1:00:00 | Jon Ekstrand                                               | Madison Gate   |
| Madame Web (Original Motion Picture Soundtrack)                  | 14 de fevereiro de 2024 | 1:00:00 | Johan Söderqvist                                           | Madison Gate   |
| Venom: The Last Dance (Original Motion Picture Soundtrack)       | 25 de outubro de 2024   | 57:27   | Dan Deacon                                                 | Sony Classical |
| Kraven the Hunter (Original Motion Picture Soundtrack)           | 13 de dezembro de 2024  | 1:09:24 | Benjamin Wallfisch, Evgueni Galperine, and Sacha Galperine | Sony Classical |

### Singles
| Título                    | Lançamento             | Duração | Artista(s)                           | Gravadora                               | Filme                       |
| ------------------------- | ---------------------- | ------- | ------------------------------------ | --------------------------------------- | --------------------------- |
| "Venom"                   | 21 de setembro de 2018 | 4:29    | Eminem                               | Shady, Aftermath, Interscope            | Venom                       |
| "No Problem"              | 5 de outubro de 2018   | 2:17    | Pusha T                              | G.O.O.D. Music, Re-Up Gang, Mass Appeal | Venom                       |
| "Let's Go (The Royal We)" | 11 de outubro de 2018  | 3:37    | Run the Jewels                       | Run The Jewels, Inc.                    | Venom                       |
| "Last One Standing"       | 30 de setembro de 2021 | 4:17    | Skylar Grey, Polo G, Mozzy, Eminem   | Shady, Interscope                       | Venom: Let There Be Carnage |
| "One Last Dance"          | 25 de outubro de 2024  | 2:30    | Tom Morello, Grandson, Roman Morello | Grand Morello                           | Venom: The Last Dance       |

## História em quadrinhos
Uma ligação de quadrinhos com Venom (2018), que serviu de prequela e marketing para o filme, foi lançada digitalmente pela Marvel Comics em 14 de setembro de 2018, com uma versão física disponível para quem comprou ingressos para o filme na AMC Theatres. Escrito por Sean Ryan e ilustrado por Szymon Kudranski, o quadrinho estabelece a história do filme pelo simbionte. SKAN forneceu a arte da capa para os quadrinhos.

## Filmes relacionados
| Filme                               | Data de lançamento              | Diretor(es)                                          | Roteirista(s)                                                                                     | Produtor(es)                                                              |
| Universo Cinematográfico Marvel     | Universo Cinematográfico Marvel | Universo Cinematográfico Marvel                      | Universo Cinematográfico Marvel                                                                   | Universo Cinematográfico Marvel                                           |
| ----------------------------------- | ------------------------------- | ---------------------------------------------------- | ------------------------------------------------------------------------------------------------- | ------------------------------------------------------------------------- |
| Spider-Man: Homecoming              | 7 de julho de 2017              | Jon Watts                                            | Jon Watts, Erik Sommers, Chris McKenna, Christopher Ford, John Francis Daley e Jonathan Goldstein | Amy Pascal e Kevin Feige                                                  |
| Spider-Man: Far From Home           | 2 de julho de 2019              | Jon Watts                                            | Erik Sommers e Chris McKenna                                                                      | Amy Pascal e Kevin Feige                                                  |
| Spider-Man: No Way Home             | 17 de dezembro de 2021          | Jon Watts                                            | Erik Sommers e Chris McKenna                                                                      | Amy Pascal e Kevin Feige                                                  |
| Filmes de animação: Spider-Verse    |                                 |                                                      |                                                                                                   |                                                                           |
| Spider-Man: Into the Spider-Verse   | 14 de dezembro de 2018          | Peter Ramsey, Rodney Rothman e Bob Persichetti       | Phil Lord e Rodney Rothman                                                                        | Avi Arad, Phil Lord, Amy Pascal, Christopher Miller e Christina Steinberg |
| Spider-Man: Across the Spider-Verse | 2 de junho de 2023              | Kemp Powers, Justin K. Thompson e Joaquim Dos Santos | Phil Lord, David Callaham e Christopher Miller                                                    | Avi Arad, Phil Lord, Amy Pascal, Christopher Miller e Christina Steinberg |
| Spider-Man: Beyond the Spider-Verse | 4 de junho de 2027              | Kemp Powers, Justin K. Thompson e Joaquim Dos Santos | Phil Lord, David Callaham e Christopher Miller                                                    | Avi Arad, Phil Lord, Amy Pascal, Christopher Miller e Christina Steinberg |